# Theristria stigmalis
Theristria stigmalis is een insect uit de familie van de Mantispidae, die tot de orde netvleugeligen (Neuroptera) behoort. 
Theristria stigmalis is voor het eerst wetenschappelijk beschreven door Banks in 1939.